# Изложба „Бијенале графике” (2008)
Изложба „Бијенале графике” се одржала у периоду од 4. до 30. јула 2008. године у Уметничком павиљону „Цвијета Зузорић” у Београду.

## Излагачи
1. Мујо Алагић
2. Јасмина Алексић
3. Милица Антонијевић
4. Ристо Антуновић
5. Јелена Арсенијевић
6. Стојанка Бошњак
7. Ненад Божић
8. Данко Бркић
9. Никола Велицки
10. Здравко Велован
11. Владимир Влајић
12. Веселин Вукашиновић
13. Биљана Вуковић
14. Сузана Вучковић
15. Станислав Гранић
16. Звонко Грмек
17. Лука Дедић
18. Милош Ђорђевић
19. Маја Ђуровић
20. Душица Жарковић
21. Милица Жарковић
22. Синиша Жикић
23. Татјана Зиројевић
24. Ранка Лучић Јанковић
25. Биљана Јовановић
26. Бранимир Карановић
27. Марко Калезић
28. Илија Костов
29. Мирјана Крстевска
30. Небојша Лазић
31. Милена Ковачевић Максимовић
32. Мирослав Мандић
33. Лазар Марковић
34. Надежда Марковска
35. Велимир Матејић
36. Предраг Фердо Миклачки
37. Павле Миладиновић
38. Небојша Милијашевић
39. Ана Милосављевић
40. Биљана Миљковић
41. Душан Миљуш
42. Александар Лека Младеновић
43. Сандра Мркајић
44. Миодраг Нагорни
45. Бојан Оташевић
46. Димитрије Пецић
47. Шејма Продановић
48. Симонида Радоњић
49. Слободан Радојковић
50. Милица Ракић
51. Бранко Раковић
52. Светлана Рибица
53. Михаило Станисавац
54. Ивана Станковић
55. Милан Сташевић
56. Радош Стевановић
57. Вида Стефановић
58. Добри Стојановић
59. Љиљана Стојановић
60. Марко Стојковић
61. Мирјана Томашевић
62. Мирјана Филиповић
63. Бранислав Фотић
64. Драган Цоха
65. Стоја Џебрић